# Przetacznik zwodny
Przetacznik zwodny, przetacznik wiechowaty (Veronica paniculata L.) – gatunek rośliny z rodziny babkowatych (Plantaginaceae), w systemach XX-wiecznych klasyfikowany zwykle do trędownikowatych (Scrophulariaceae) lub przetacznikowatych (Veronicaceae). Występuje w Europie (Austria, Białoruś, Bułgaria, Czechy, Estonia, Litwa, Łotwa, Mołdawia, Polska, Rosja, Rumunia, Słowacja, Ukraina, Węgry, dawna Jugosławia).

## Zmienność
Wyróżniane są dwa podgatunki:
- Veronica paniculata L. subsp. foliosa (Waldstein & Kit.) Skalický - w Polsce rośnie tylko w Skorocicach
- Veronica paniculata L. subsp. paniculata - w Polsce rośnie tylko w okolicy Tarnogóry[5]

## Morfologia
ŁodygaWzniesiona, do 1,5 m wysokości.
LiścieW dolnej i środkowej części łodygi subsp. foliosa ma liście jajowato lancetowate lub jajowate, piłkowane, natomiast subsp. paniculata - wąsko lancetowate, ząbkowane.
KwiatyZebrane w grono.
OwocEliptyczna torebka.

## Biologia i ekologia
Bylina. Rośnie w murawach kserotermicznych. Kwitnie od czerwca do sierpnia.

## Zagrożenia
Kategorie zagrożenia gatunku:
- Kategoria zagrożenia w Polsce według Czerwonej listy roślin i grzybów Polski (2006)[6]: E (wymierający); 2016: CR (krytycznie zagrożony)[7].
- Kategoria zagrożenia w Polsce według Polskiej Czerwonej Księgi Roślin (2001)[5]: EN (zagrożony); 2014: CR (krytycznie zagrożony)[8].

Od 2014 r. roślina podlega w Polsce ochronie gatunkowej.